# Sinocyclocheilus lateristriatus
Sinocyclocheilus lateristriatus är en fiskart som beskrevs av Li 1992. Sinocyclocheilus lateristriatus ingår i släktet Sinocyclocheilus och familjen karpfiskar. Inga underarter finns listade i Catalogue of Life.